# غزال قلقشندی
ام‌عبداللطیف غزال قلقشندی (نگارش و آوایش کهن: غزاله قلشقندیّه) (؟ -۱۳۹۹) بانوی محدث مصری در سدهٔ هشتم قمری بود. به ابوالفتح عثمانی اجازهٔ نقل روایت داد. او در ۸۰۲ق در قدس درگذشت.